# Jamssläktet
Jamssläktet (Dioscorea) är ett släkte i familjen jamsväxter med cirka 600 arter. Växterna är fleråriga örter och växer i huvudsak i tropiska och varmtempererade områden.

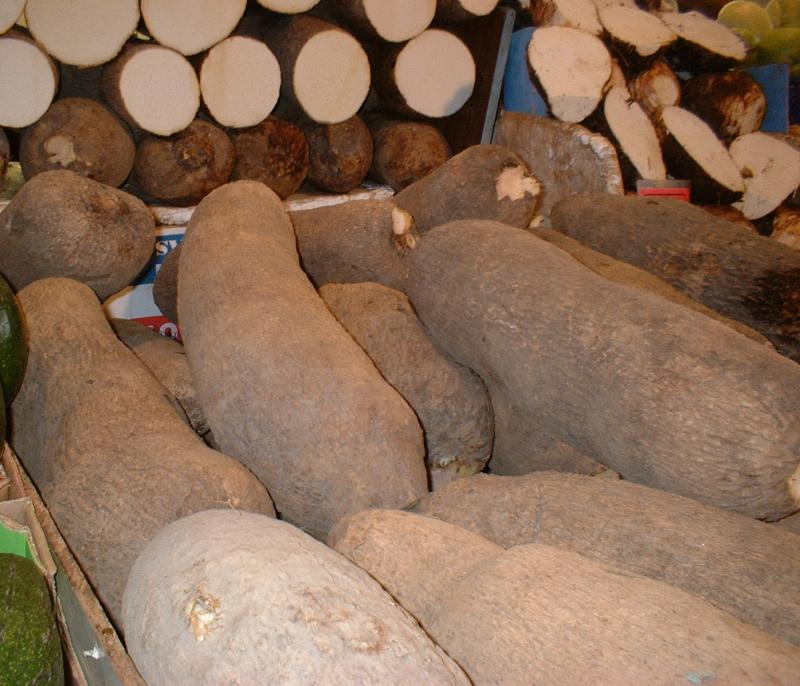
Jams

## Användning
Fler olika jamsarter odlas i Afrika, Asien, Latinamerika och Oceanien, och tillreds ungefär som potatis. Jams kan bli upp till 2,5 m långa och väga upp till 70 kg. Störst betydelse som matvara har jams i Västafrika och Papua Nya Guinea, där de kan lagras utan kylning i upp till sex månader under regnperioden.